# Finns beste
Finns beste är ett samlingsalbum med Finn Kalvik från 1980 lanserad av skivbolaget Polar Music. Albumet är en återutgåva av samlingsalbumet Finn Kalviks beste från 1978 utgivet av skivbolaget NorDisc.

## Låtlista
1. "Ride ranke" ("Cat's in the Cradle" – Harry Chapin/Finn Kalvik, från singeln "Ride ranke"/"Den lille tinnsoldaten") – 3:41
2. "En tur rundt i byen" ("Streets of London" – Ralph McTell/Finn Kalvik, från Tusenfryd og grå hverdag) – 4:29
3. "Feriebrev" (Finn Kalvik, från singeln "Feriebrev"/"Elva") – 2:44
4. "Sangen til deg" ("Your Song" – Bernie Taupin/Elton John/Finn Kalvik, från Fyll mine seil) – 3:27
5. "Måken" (André Bjerke/Finn Kalvik, från Tusenfryd og grå hverdag) – 2:16
6. "Lære for livet" (Finn Kalvik, från Nederst mot himmelen) – 3:53
7. "Finne meg sjæl" (Finn Kalvik, från singeln "Finne meg sjæl"/"En drømmers verden") – 2:29
8. "Lillesøster" (Finn Kalvik/Haakon Graf, från Nederst mot himmelen) – 3:52
9. "Fyll mine seil" (Finn Kalvik, från Fyll mine seil) – 3:57
10. "Elva" ("The River" – John Martyn/Finn Kalvik, från Nøkkelen ligger under matta) – 2:38
11. "Samfunnshus blues" (Finn Kalvik, från finn:) – 3:03
12. "Skumring" (Inger Hagerup/Fin Kalvik, från finn:) – 1:46
13. "Kvelden lister seg på tå" (Inger Hagerup/Finn Kalvik, från Nøkkelen ligger under matta) – 2:41